# Marina Skalova
Marina Skalova, née en 1988 à Moscou, est une écrivaine et poétesse française et une traductrice de l'allemand et du russe. Elle est lauréate du prix de poésie de la vocation 2016.

## Biographie
Marina Skalova est née en 1988 à Moscou. Elle émigre en France dans l’enfance avec ses parents, avant de déménager en Allemagne. Après un Master de philosophie entre Paris et Berlin, elle s’installe en Suisse en 2013, où elle est diplômée d'un Master of Contemporary Arts Practice de la Haute école des Arts de Berne. Bien que sa langue maternelle soit le russe, ses langues d'écriture sont le français et plus occasionnellement, l'allemand. Elle vit à Genève,.

## Analyse de l'œuvre
Son travail explore différentes formes (poésie, prose poétique, théâtre) pour aborder l’exil, l’étrangeté, le franchissement de frontières et leur inscription dans le corps. Elle est aussi traductrice littéraire.
Son premier recueil Atemnot (Souffle court) paru en 2016 chez Cheyne, écrit en français et en allemand, explore l'entre-deux des langues. Un texte marqué par « un matérialisme rugueux, pointu, tranchant », selon le poète et critique littéraire Antonio Rodriguez. Marina Skalova obtient le prix de poésie de la vocation décerné par la Fondation Marcel Bleustein-Banchet pour ce recueil. Le livre paraît dans une nouvelle édition chez Héros-Limite en 2023.
En 2018, Exploration du flux est publié au Seuil, dans la collection Fiction & Cie. Le livre reçoit notamment des critiques positives de la journaliste Anne Pitteloud dans Le Courrier, de Sophie Joubert dans l'Humanité, d'Eléonore Sulser dans Le Temps et du critique littéraire Guénaël Boutouillet. Une soirée à la Maison de la Poésie à Paris est consacrée à ce livre le 9 juin 2018, ainsi qu'une édition de l'émission Un livre, Un jour sur France 3.
En 2019, la pièce de théâtre La Chute des comètes et des cosmonautes paraît chez l'Arche éditeur. La traduction allemande de cette pièce est signée par Marina Skalova et Frank Weigand, publiée dans Theater der Zeit et représentée par Fischer Theaterverlag. La pièce fait partie de la sélection 2021 du Prix des Lycéens Bernard-Marie Koltès, décerné par le Théâtre national de Strasbourg. Elle fait l'objet de plusieurs mises en scène en Allemagne (Thalia Theater, Theater Kiel) et en Suisse (POCHE/GVE, Kellertheater Winterthur).
En 2020 paraît Silences d'exils aux Éditions d'en bas. Ce livre est né d'une collaboration avec la photographe Nadège Abadie et d'ateliers d'écriture avec des personnes exilées,.

## Publications
- Trouer la brume du paradis, coll. Ours blanc, Héros-limite, 2023  (ISBN 978-2-88955-092-0)
- Atemnot : Souffle court, Héros-Limite, 2023  (ISBN 978-2-88955-083-8), (OCLC 1377724361)
- Silences d'exils, Éditions d'en bas, 2020 (ISBN 978-2-8290-0602-9 et 2-8290-0602-X, OCLC 1158438859, lire en ligne)[22],[24].
- La chute des comètes et des cosmonautes, dl 2019 (ISBN 978-2-85181-965-9 et 2-85181-965-8, OCLC 1130857948)[25].
- Exploration du flux, 2018 (ISBN 978-2-02-139402-3 et 2-02-139402-6, OCLC 1088659923)[26],[27],[28],[29].
- Amarres : récit, L'Âge d'homme, impr. 2017 (ISBN 978-2-8251-4660-6 et 2-8251-4660-9, OCLC 999872842)[30].
- Atemnot : souffle court, Cheyne, 2016 (ISBN 978-2-84116-232-1 et 2-84116-232-X, OCLC 987789441, lire en ligne)[31]

### Ouvrages collectifs

#### En français
- Filles de l'Est, femmes à l'Ouest, Intervalles, 2022
- Madame tout le monde, Le corridor bleu, 2022
- Lettres aux jeunes poétesses, L'Arche, 2021
- Variations autour de corps minéraux in Parages no 9, Théâtre National de Strasbourg / Les Solitaires intempestifs, 2021[32].
- воздух / l'air in États provisoires du poème no 19, Russie, l'immense et l'intime, Théâtre National Populaire / Cheyne éditeur, 2019[33]

#### En allemand
- Der Sturz der Kometen und der Kosmonauten in Scène no 21, Neue französische Theaterstücke, Institut français de Berlin, 2019[34].
- Ansicht der leuchtenden Wurzeln von unten, poetenladen (de), Leipzig, 2017.
- Lyrik von Jetzt 3, Wallstein Verlag (de), Göttingen, 2015.

### Traductions

#### Poésie / Prose (sélection)
- Lida Youssoupova, Verdicts, éditions zoème, 2023
- Galina Rymbu, Tu es l'avenir, éditions Vanloo, 2023
- Dorothee Elmiger, Sucre. Journal d'une recherche, avec Camille Luscher, Éditions Zoé, 2023
- Maria Stepanova (en), Le corps revient, Revue de Belles-Lettres, 2019/2[35]

Revues et anthologies : Revue de belles-lettres, Litterall, La Mer Gelée, Catastrophes, Viceversa Littérature, Trajectoires, Meet...

#### Théâtre (sélection)
- Thomas Köck, Submerger le paradis, L'Arche Agence théâtrale, 2020
- Katja Brunner (de), Change l'état d'agrégation de ton chagrin ou qui nettoie les traces de ta tristesse ?, L'Arche Agence théâtrale, 2018
- Ernst Barlach, Boll le bleu (extraits), avec René Zahnd, Le Drame en révolution, Cahiers de la Maison Antoine Vitez no 12, Éditions Théâtrales, 2017

## Distinctions
- Résidence à la Maison Marguerite Yourcenar, 2023[36]
- Résidence « Écrire l'Europe » de l'Université de Strasbourg, 2022[37]
- Bourse de la Fondation Leenaards, 2020[38]
- Bourse de la Fondation Jan Michalski, 2020[39]
- Bourse Auteure confirmée du canton de Genève, 2019
- Bourse de résidence de Pro Helvetia Moscow, 2019[40]
- Bourse littéraire de la Fondation Pro Helvetia, 2018
- Bourse du Literarisches Colloquium Berlin (de), 2018[41]
- Bourse de résidence du Château de Lavigny, 2017
- Prix de la Vocation en poésie, Fondation Bleustein-Blanchet, 2016[42]